# The Fickle Spaniard
The Fickle Spaniard est un film américain de comédie réalisé par Mack Sennett, sorti en 1912.

## Fiche technique
- Réalisation : Mack Sennett
- Date de sortie : 2 mai 1912

## Distribution
- Mabel Normand
- Fred Mace
- Claire McDowell
- Kate Bruce